# 學徒護國團
學徒護國團（：／）是1949年4月22日由大韓民國國防部和文教部組織的以初中、高中和大學全體學生爲對象，以統一學生羣體思想和應對鄉土防衛緊急情況爲名義的學術團體。
學徒護國團在第一共和國時期被視作官方組織，並於1960年5月3日解散。1975年5月20日，在朴正熙軍事政權中，爲了維持10月維新政權，重新成立學徒護國團。
在全斗煥軍事政權統治期間，根據國民的民主化的要求，大學的學徒護國團於1985年3月14日正式解散，高中學徒護國團於1986年3月1日正式解散。